# COVID-19-Pandemie in Hamburg

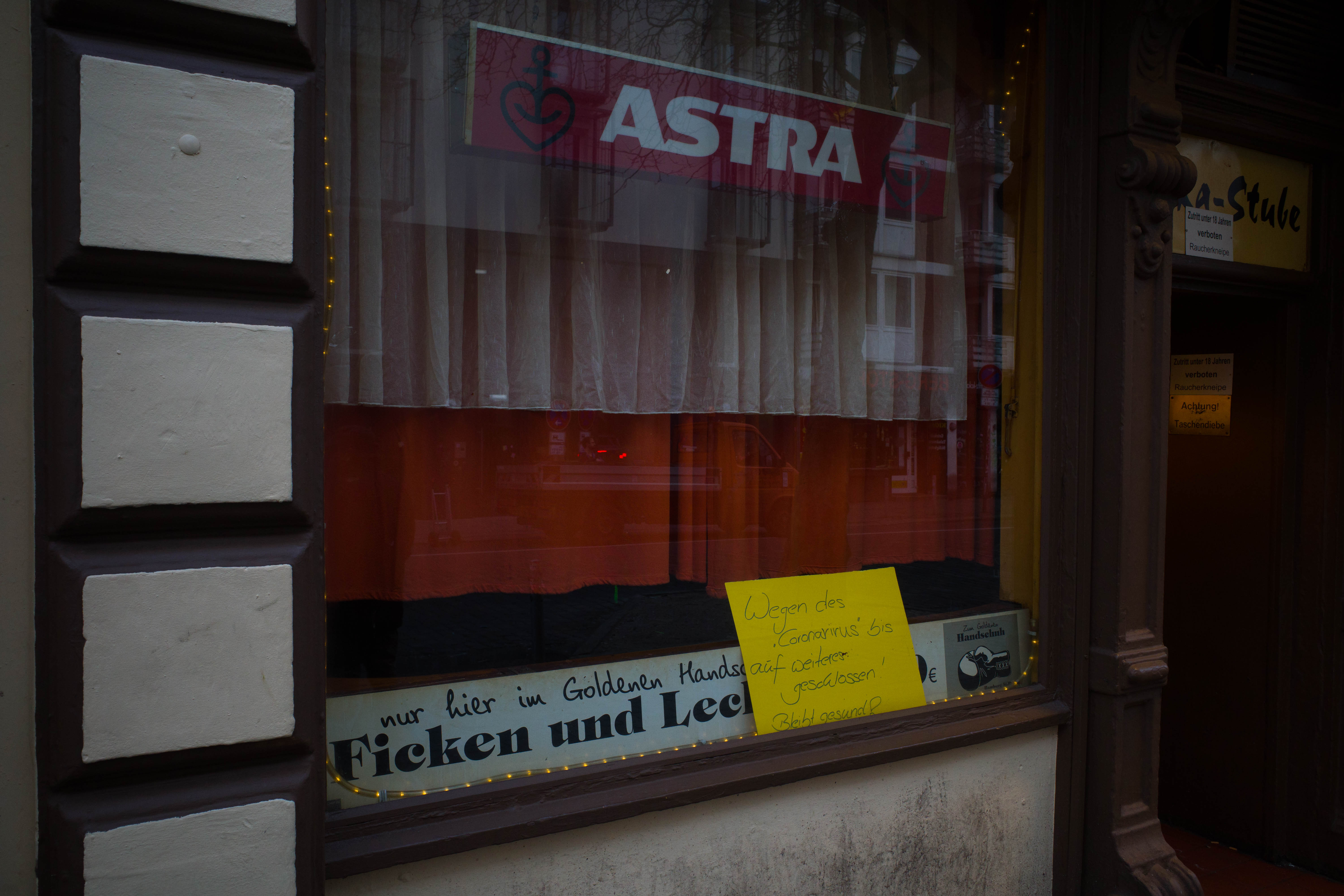
„Wegen des Coronavirus bis auf weiteres geschlossen! Bleibt gesund!“ Zettel am Goldenen Handschuh

Die COVID-19-Pandemie tritt in Hamburg seit 2020 als Teil der weltweiten COVID-19-Pandemie und im Besonderen der COVID-19-Pandemie in Deutschland auf. Die Pandemie betrifft die neuartige Erkrankung COVID-19. Diese wird durch das Virus SARS-CoV-2 aus der Gruppe der Coronaviridae verursacht und gehört in die Gruppe der Atemwegserkrankungen. Ab dem 11. März 2020 stufte die Weltgesundheitsorganisation (WHO) das Ausbruchsgeschehen des neuartigen Coronavirus als weltweite Pandemie ein.

## Verlauf
In Hamburg wurde am 27. Februar 2020 ein Arzt der Kinder- und Jugendmedizin am Universitätsklinikum Hamburg-Eppendorf (UKE) als betroffen gemeldet. Er war zuvor im Trentino im Norden Italiens gewesen. Bereits seit dem 27. Februar 2020 galten Teile von Norditalien laut Robert Koch-Institut als COVID-19-Risikogebiet. Es handelte sich um den ersten positiv getesteten Fall in Hamburg. Der Mann wohnte jedoch in Henstedt-Ulzburg in Schleswig-Holstein. Am 2. März wurde mit einer Reiserückkehrerin aus dem Iran, zu diesem Zeitpunkt ebenfalls ein RKI-Risikogebiet, ein dritter COVID-19-Fall aus Hamburg gemeldet. Bis zum 5. März 2020 stieg in der Hansestadt Hamburg die Zahl der Coronavirus-Infektionen weiter an. Die Gesundheitsbehörde gab an, dass die neu gemeldeten Fälle nicht miteinander in Beziehung stünden, was die Rückverfolgung der Infektionsketten erschwere. Seit Mitte Mai 2020 wurden nur noch vereinzelt Neuinfektionen gemeldet. Seit Ende Juli stieg die Zahl wieder stärker an.
Am 1. August 2020 betrug die Zahl der positiv Getesteten 5400 Personen, von denen laut RKI 5.360 entweder genesen oder verstorben waren. Damit gab es in Hamburg weniger als 50 offene Infektionsfälle.
Am 21. August 2020 gab das RKI fast 6.000 Infektionen, 5.300 Genesene und 265 Verstorbene an. Die Zahl der offenen Fälle stieg damit auf fast 450 Fälle.
Am 31. August 2020 meldete das RKI aktuell 6.250 Infektionen, darunter 5.500 Genesene und damit 750 offene Fälle.
Am 4. September waren Corona-Tests von 250 Reise-Rückkehrern verschwunden.
Am 19. September meldeten Marylyn Addo und andere Professoren der UKE, dass in Sachen Corona „das Schlimmste“ überstanden sei.
Am 26. September gab es den höchsten Anstieg seit Monaten. Auslöser waren u. a. Infektionen in der Schanzenbar. In Hamburgs Krankenhäusern wurden 30 COVID-19-Patienten behandelt. Gemäß dem DIVI befanden sich 9 davon in Intensivbehandlung.
Am 5. Oktober 2020 befanden sich 11 Personen in Intensivstationen. 8 davon mussten beatmet werden. Bei aktuell 8.240 Infektionen und 6.800 Genesenen gab es 1.440 offene Fälle. Es gab mehrere Neuinfektionen in Alten- und Pflegeheimen.
Am 12. Oktober befanden sich 18 Personen in Intensivstationen. 7 davon mussten beatmet werden. Bei aktuell 8.960 Infektionen und 7.100 Genesenen gab es mit 1.860 offenen Fällen 400 mehr, als in der Vorwoche.
Am 13. Oktober 2020 meldete das RKI 8.000 Infektionen für Hamburg.
Am 20. Oktober 2020 wurden über 10.000 Infektionen für Hamburg gemeldet,
Am 16. November 2020 gab es über 20.000 Infektionen.
Am 16. Dezember 2020 gab es über 30.000 Infektionen.
Am 1. Januar 2021 wurde die Marke von 500 Toten überschritten.
Am 9. Januar gab es in Hamburg insgesamt über 40.000 bekannte Infektionen.
Am 17. März 2021 ist die 7-Tage-Insidenz über die 100er-Grenze gestiegen. Auf 100.000 Einwohner kamen binnen 7 Tagen 100,9 Neuinfektionen.
Am 28. April 2021 fiel die 7-Tage-Inzidenz laut Robert Koch-Institut unter die 100er-Grenze. Bereits seit dem 16. April hatte Hamburg die zweitniedrigste 7-Tage-Inzidenz bundesweit.
Am 25. Januar 2022 betrug die Zahl der positiv auf das Coronavirus getesteten Personen 226.074, von denen laut RKI 143.000 als genesen angesehen werden. Die Inzidenz war auf dem Höchstwert von 2051,3. Insgesamt waren bis zu dem Zeitpunkt 2085 Menschen im Zusammenhang mit einer Covid-19-Erkrankung gestorben.

## Statistik

### Infektionsfälle
Bestätigte Infektionen (kumuliert) in Hamburg
(nach Daten des RKI aus COVID-19-Pandemie in Deutschland)
Bestätigte Infektionen (neue Fälle) in Hamburg
(nach Daten des RKI aus COVID-19-Pandemie in Deutschland)
7-Tage Inzidenz in Hamburg / 100.000 Einwohner
- Hinweis:  Anzahl der neu bekannten Infektionen der letzten 7 Tage bezogen auf 100.000 Einwohner.

### Todesfälle
Bestätigte Todesfälle (kumuliert) in Hamburg
(nach Daten des RKI aus COVID-19-Pandemie in Deutschland)
Bestätigte Todesfälle (täglich) in Hamburg
(nach Daten des RKI aus COVID-19-Pandemie in Deutschland)
Anmerkungen
1. 1 2 3 4  Hier sind Fälle aufgelistet, die dem RKI über den Meldeweg oder offizielle Quellen mitgeteilt wurden. Da es sich um eine sehr dynamische Situation handelt, kann es zu Abweichungen oder Verzögerungen zwischen den RKI-Fällen und Angaben anderer Stellen, etwa der betroffenen Bundesländer oder der Weltgesundheitsorganisation (WHO), kommen.
2. 1 2  Zu dem Anstieg am 12. Mai 2020 heißt es beim RKI: „Die Daten aus Hamburg wurden erneut validiert, sodass im Vergleich zu gestern 180 Fälle mehr gezählt werden, die jedoch auch schon länger zurückliegende Meldedaten haben.“
3. 1 2 3 4  Am 25. März und am 22. April 2020 wurden aus technischen Gründen keine Daten aus Hamburg übermittelt.
4. 1 2 3 4  Für den 14. Juni 2020 teilt das RKI mit: „Baden-Württemberg, Brandenburg und Hamburg haben am Wochenende keine Daten übermittelt.“
5. ↑  Am 6. und 8. Sept. wurden keine Daten aus Hamburg übermittelt.

### Stadtteile
Am 7. April 2021 veröffentlichte das Hamburg Journal des Norddeutschen Rundfunks eine statistische Auswertung von Daten der Sozialbehörde und dem Statistikamt Nord für die Hamburger Stadtteile. Demnach lag die durchschnittliche Inzidenz in einigen Stadtteilen zwischen Februar und 23. März 2021 bei mehr als 250, in anderen Stadtteilen bei unter 50. Die Gründe seien unklar und seien bislang nicht analysiert worden. Auffällig seien jedoch die höheren Zahlen in sozial benachteiligten Stadtteilen. Am 9. April erklärte der Senat, etwa mit Aufklärungskampagnen gegensteuern und die Stadtteilzahlen künftig untersuchen zu wollen. Am 10. April legte mit dem Bezirk Harburg der erste Bezirk Pläne für auf die Lage abgestimmte Maßnahmen vor. Unter anderem sollen neben bereits existierenden Netzwerken wie Elternlotsen auch die Imame von Moschee-Gemeinden mit involviert werden.

## Reaktionen und Maßnahmen

### Maßnahmen 2020
Alle Kultureinrichtungen im Gebiet von Hamburg stellten ihren Betrieb am 14. März 2020 aufgrund einer Verfügung ein. Am 15. März 2020 verfügte Hamburg die Schließung aller Vergnügungs-, Bildungs-, Sport, und Freizeitstätten, der Betrieb von Speisegaststätten war unter strengen Maßgaben weiter erlaubt, außerdem stellte der Hamburger Fischmarkt erstmals in seiner Geschichte den Betrieb ein. Am 16. März wurde zudem bekannt, dass der Hafengeburtstag, der vom 8. bis 10. Mai 2020 hätte stattfinden sollen, abgesagt ist. Im Juli wurde der Hamburg-Marathon abgesagt.
Am 13. März verfügte Hamburg eine landesweite Schulschließung ab dem 16. März. Eine Notbetreuung wurde in der Folge für Kinder, deren Eltern in systemrelevanten Berufen arbeiten, eingerichtet.
Am 17. März 2020 wurden 40 Personen, die in Hamburg eine Ersatzfreiheitsstrafe verbüßen, vorsorglich entlassen, um Platz für an COVID-19 erkrankte Insassen zu schaffen. Dieses Vorgehen löste Kontroversen wegen möglicher Datenschutzverletzungen aus. Am 22. März 2020 verkündete Hamburg die Allgemeinverfügung, die das Kontaktverbot und die Schließung aller Gaststätten für den Publikumsverkehr umfasste.
Wohl weltweit einzigartig wurden in Hamburg von April bis Dezember 2020 alle Todesfälle im Zusammenhang mit dem Coronavirus im Auftrag der für Gesundheit zuständigen Behörde durch das Institut für Rechtsmedizin des UKE überwiegend durch Obduktionen untersucht. Mit Stand 9. Mai 2020 wurden über 100 Obduktionen an Todesopfern mit Covid-19-Erkrankung durchgeführt. „Das Durchschnittsalter lag demnach über 80 Jahren, alle, ausnahmslos alle obduzierten Corona-Toten sollen Vorerkrankungen wie Bluthochdruck, Herzinfarkt oder Organschäden aufgewiesen haben.“ Von 452 Toten Stand 21. Dezember 2020 starben nur vier Männer und drei Frauen im Alter unter 50 Jahren. Nach dem laut dem Senat planmäßigen Abschluss der Auswertung werden die Werte der Todesfälle ab 1. Januar 2021 vom Robert Koch-Institut übernommen, das als Anzahl der Todesfälle im Zusammenhang mit dem Coronavirus die Zahl der insgesamt verstorbenen Personen, bei denen auch eine SARS-CoV2-Infektion vorlag, erhebt und am 1. Januar 2021 insgesamt 653 Todesfälle meldete.
Im April 2020 führte Hamburg eine Maskenpflicht ein. Die Maskenpflicht galt für alle Personen, die älter als sieben Jahre alt waren. Geschäftsinhabern, die die Maskenpflicht nicht durchsetzten, drohte ein Bußgeld von 500 bis 1000 Euro. Mitte Mai 2020 kam es zu ersten Lockerungen. Der Besuch von Gaststätten wurde unter einigen Restriktionen wieder erlaubt. Im Juni verstieß der Hamburger Innensenator Andy Grote mit einer privaten Corona-Party gegen die geltende Corona-Eindämmungsverordnung.
Am 26. August 2020 durften trotz wieder gestiegener Zahlen die Saunen und Thermen wieder öffnen.
Am 12. Oktober 2020 wurde die Maskenpflicht auf 14 ausgewählte öffentliche Straßen und Plätze wie Ballindamm, Reeperbahn, St. Pauli-Landungsbrücken, Schulterblatt und Mühlenkamp ausgeweitet, an denen zu bestimmten Uhrzeiten ein Mund-Nasen-Schutz getragen werden muss, seit dem 2. November auf insgesamt 29 Orte wie weiter den Bahnhof Altona, den Hachmannplatz vor dem Hamburg Hauptbahnhof und Teile der Mönckebergstraße, hiervon wurden mit Wirkung vom 23. November Mühlenkamp und Landungsbrücken wieder ausgenommen.  Seit dem 19. Oktober 2020 gilt für Schüler und Lehrer von Berufsschulen und in den Oberstufen der allgemeinbildenden Schulen eine Maskenpflicht auch im Unterricht, seit dem 2. November ab Klasse 5.
Im November/Dezember 2020 schloss sich Hamburg dem erneuten, bundesweiten Lockdown an, in dem nur Geschäfte mit Waren des täglichen Bedarfs und u. a. Weihnachtsbaumverkaufsstellen geöffnet waren, Abholservice und die kontaktlose Abholung von Bestellungen § 4c HmbSARS-CoV-2-EindämmungsVO sind möglich. Von der Öffnung ausgeschlossen waren Buchhandlungen und Friseure. Auch die Hochschulen befinden sich im Lockdown, an der Universität Hamburg sind Präsenzveranstaltungen ausgeschlossen § 22 HmbSARS-CoV-2-EindämmungsVO. Von hier gegen gerichteten Initiativen distanzierte sich der AStA und bezeichnete die Initiativen als „Coronaleugner*innen, Querdenken und vergleichbare(n) Gruppen“. Präsenzveranstaltungen der Hamburger Volkshochschule wurden bis zum 16. Dezember 2020 durchgeführt.
Zusammenkünfte ohne Einhaltung des Mindestabstandes waren möglich für Angehörige eines gemeinsamen Haushalts, für Verwandte und Verschwägerte gerader Linie und Partner und bei Zusammenkünften mit Angehörigen eines weiteren Haushaltes bis zu fünf Personen. Geringe Erweiterungen wurden vom 24. bis 26. Dezember eingeräumt §§ 3,4 HmbSARS-CoV-2-EindämmungsVO.
In der Kritik stand Schulsenator Ties Rabe, der entgegen einer zurückgehaltenen Studie zu einem Coronaausbruch an einer Hamburger Schule mit 40 Infizierten durch einen einzigen Schüler, nach Aussage der Opposition „behauptete ...wider besseren Wissens [sic!], dass Hamburgs Schulen sichere Orte seien“. Die Studie wurde erst aufgrund einer Anfrage über das Portal „Frag den Staat“ veröffentlicht. Seit dem 2. November 2020 gilt eine Maskenpflicht auch im Unterricht. Seit kurz vor Weihnachten bis zum 18. April 2021 besteht keine Präsenzpflicht an den Hamburger Schulen.

### Maßnahmen 2021
Der Hafengeburtstag und der Frühlingsdom 2021 wurden abgesagt.
Ab 8. Januar 2021 sind Kontakte über den eigenen Haushalt hinaus nur noch mit einer weiteren Person zulässig.
Bei einer 7-Tage-Inzidenz von anfänglich unter 100 waren vom 4. bis 19. März 2021 private Zusammenkünfte von maximal fünf Personen aus zwei Haushalten möglich.
Seit dem 15. März besteht an Schulen die Pflicht zum Tragen einer medizinischen Maske mit Ausnahme der Vorschulklassen, dies galt bereits seit dem 1. Februar 2021 ab 14 Jahren. Schulbeschäftige, Schülerinnen und Schüler führen wöchentlich Schnell-Selbsttests durch.
Die seit 1. März 2021 wieder erlaubten Friseurbesuche sind ab dem 2. April nur bei Vorlage eines tagesaktuellen negativen Corona-Tests möglich.
Ab dem 29. März 2021 wurde das Alkoholverbot aufgrund eines Gerichtsentscheids auf bestimmte Orte, u. a. Reeperbahn, Große Freiheit, Hans-Albers-Platz, Park Fiction, Schulterblatt, Schanzenstraße, Schanzenpark, Neuer Pferdemarkt, Hansaplatz, Jungfernstieg, Ballindamm, wasserseitig Neuer Jungfernstieg, Lombardsbrücke, Landungsbrücken und Jenischpark beschränkt.
Ab dem 2. April gilt in der Zeit von 21 Uhr bis 5 Uhr des Folgetages eine nächtliche Ausgangsbeschränkung. Am 14. April 2021 kündigte unter anderem die AfD Hamburg eine Klage dagegen an, einer von insgesamt 17 bei den Verwaltungsgerichten beziehungsweise beim Oberverwaltungsgericht eingegangenen Eilanträgen. Von diesen seien bislang drei abgelehnt worden. Der AfD-Landesvorsitzende Dirk Nockemann kritisierte, mit der Ausgangssperre seien „Maß und Mitte in Hamburg komplett verloren gegangen“.
Ab dem 9. April 2021 konnten alle über-73-Jährigen einen Termin im Impfzentrum vereinbaren; ab 11. April auch alle über-70-Jährigen.
Am 28. April 2021 führte die laut Robert Koch-Institut unterhalb der 100er-Grenze liegende 7-Tage-Inzidenz nicht zum Lauf der fünftägigen Frist für Lockerungen, weil der Hamburger Senat hierfür auf die höheren Zahlen der Behörde für Arbeit, Gesundheit, Soziales, Familie und Integration (Sozialbehörde) abstellte, obwohl das Infektionsschutzgesetz für seine Maßnahmen an die vom Robert-Koch-Institut ermittelten Werte anknüpft.
Am 11. Mai 2021 wurden die Ausgangsbeschränkungen wieder aufgehoben. Anfang Juni 2021 wurden in Hamburg alle Geschäfte und die Außengastronomie wieder geöffnet. Ab Juli 2021 fanden mit Restriktionen nach langer Zeit der Hamburger Fischmarkt und der Hamburger Dom wieder statt.
Seit Ende August gilt für alle Publikumseinrichtungen die 2G-Option. Das heißt, alle Restaurants, Clubs, Theater, Museen, Kirchen, Hotels, Tanz- und Musik-Clubs, Kultureinrichtungen, Sportstätten und sonstige Freizeiteinrichtungen können beantragen, dass nur Geimpfte und Genesene Zugang erhalten und haben dadurch lockere Regeln. Kinder unter 18 Jahren sind davon ausgenommen.
Am 7. September nahm Schulsenator Thies Rabe den ersten Luftfilter für Hamburgs Schulen entgegen. Diese sollen in 10.000 Hamburger Klassenräumen angebracht werden und so, neben Masken- und Testpflicht, sowie Lüften zur Sicherheit von 8.600 Schülern beitragen.
Ab dem 15. September fallen in 2G-Einrichtungen Maskenpflicht, Abstandsregeln, Teilnehmerzahlbeschränkungen und Sperrstunden weg. Kinder und Jugendliche unter 18 Jahren sind immer noch davon ausgenommen.

### Maßnahmen 2022
Am 4. Januar 2022 betrug die Sieben-Tage-Inzidenz in Hamburg 463,3 – fast doppelt so hoch wie der bundesweite Mittelwert von 240. In der Gastronomie, in der Kultur und beim Sport in Innenräumen galt ab dem 10. Januar 2022 2-G-Plus gelten – nicht aber im Einzelhandel.
Am 30. April 2022 endeten mit dem Auslaufen der Hotspot-Regelung die meisten Maßnahmen. Im Sommer fanden wieder Massenveranstaltungen (Schlagermove, Hamburger Dom) in gewohnter Form statt.

### Maßnahmen 2023
Zum 1. Februar 2023 endete die Maskenpflicht im ÖPNV und in Taxis, im Fernverkehr ab dem 2. Februar 2023. Die Pflicht zum Tragen einer FFP2-Maske besteht weiterhin in Arztpraxen. Dies gilt ebenso für den Besuch in Krankenhäusern und Pflegeeinrichtungen, zusätzlich ist hier ein negativer Corona-Test erforderlich.
Ab dem 1. Februar 2023 wurde zudem die fünftägige Isolationspflicht für Corona-Infizierte aufgehoben.